# Jazz na Hradě
Jazz na Hradě byl jazzový hudební festival a cyklus koncertů na Pražském hradě v letech 2004 až 2013.

## Vznik
Jazz na Hradě vznikl v roce 2004 z iniciativy prezidenta Václava Klause, celoživotního fanouška jazzové hudby. Klaus již jako předseda vlády udělil záštitu festivalům, jako například Jazz Goes to Town v Hradci Králové či Mezinárodnímu jazzovému festivalu Praha. Po jeho zvolení prezidentem republiky byl ustaven přípravný výbor festivalu, který zodpovídal za dramaturgii. Působili v něm Václav Klaus, ředitel politického odboru Kanceláře prezidenta republiky Ladislav Mravec, Michal Matzner a další.

## Jazz na Hradě
Koncerty se odehrávaly na různých místech Pražského hradu, například v Obrazárně Pražského hradu, Španělském sále, Míčovně Pražského hradu, Starém purkrabství, Letohrádku královny Anny, Tereziánském ústavu šlechtičen, Zahradě Na Valech, Jízdárně Pražského hradu či na Čtvrtém nádvoří Pražského hradu.
Na festivalu vystupovali domácí i zahraniční interpreti jazzové hudby. Kromě hudebního významu měl cyklus i diplomatický rozměr – dramaturgie byla často ovlivněna pozvanými velvyslanci nebo státními návštěvami zahraničních hlav států v Praze. Partnerem koncertů byly Český rozhlas Radiožurnál a Český rozhlas Vltava, které je vysílaly v přímém přenosu. Na organizaci a nahrávkách se podílel také Karel Vágner, zatímco hudební nakladatelství Multisonic vydávalo záznamy koncertů. Nahrávky z koncertů byly předávány jako státní dary, například americkým prezidentům Baracku Obamovi a Georgi W. Bushovi nebo kambodžskému králi Norodomu Sihamonimu. V roce 2009 byla k příležitosti festivalu vytvořena pamětní poštovní známka ilustrátorem Jiřím Slívou.

## Vystupující
Mezi vystupující interprety patřili například McCoy Tyner, Joe Zawinul, Johnny Griffin, Yvonne Sanchez, Alexej Kozlov, Hiromi Uehara, Anna Maria Jopková, Vertigo Q, Navigators, Jana Koubková, František Uhlíř, Jaromír Hnilička, Emil Viklický, Laco Tropp, Miroslav Vitouš, Štěpán Markovič, Laco Déczi, George Mraz nebo Rudy Linka.

## Zánik a odkaz
Festival skončil v roce 2013 spolu s ukončením prezidentského mandátu Václava Klause. Poslední rozlučkový 90. koncert proběhl 18. února 2013 ve Španělském sále Pražského hradu. Po roce 2023 na festival několikrát navázal Bohemia JazzFest, který uspořádal několik koncertů na Pražském hradě.